# Macropsis suspecta
Macropsis suspecta är en insektsart som beskrevs av Alexey K. Tishechkin 1994. Macropsis suspecta ingår i släktet Macropsis och familjen dvärgstritar. Inga underarter finns listade i Catalogue of Life.